# Комиссия по делам ученых мужей
Комиссия ученых мужей (груз.: სწავლულ კაცთა კომისია) — группа во главе с царем Картли, Вахтангом VI, созданная для написания продолжения «Картлис Цховреба», истории Грузии с XIV века и для проведения редакторской работы в этом сборнике.
Комиссия завершила свою редакционную работу в начале XVIII века, а история XVI—XVII веков была написана не ранее 1721 года.
Комиссия ученых мужей дала вступительное слово к продолжению «Картлис Цховреба», объяснив причину приглашения Комиссии ученых мужей и основные результаты её работы.

## Известные участники
- Вахтанг VI (царь Картли)
- Бери Эгнаташвили